# Канибадам
Канибада́м (тадж. Конибодом) — город (с 1937 года) в Согдийской области Таджикистана. Расположен в юго-западной части Ферганской долины, на Большом Ферганском канале, проходящем по южной окраине города, в 6 км от железнодорожной станции Канибадам (старое название — Мельниково). Через долину, в которой стоит город, протекает река Исфара.

## История
Город Канибадам является одним из самих древних поселений Средней Азии. Впервые название города Канд, означавшей населенный пункт, упоминается ещё в VIII веке. Происхождение названия связано со словом «бодом» — миндаль (перс. بادام‎), «конибодом» — источник миндаля, город миндаля.
Канд по своему географическому расположению имел все условия для компактного проживания людей в древности. Археологические раскопки, проведенные в районе Канибадама, показывают, что культурные поселения в районе этого города существовали во втором тысячелетии до н. э.
Его природные условия, а именно расположение в низовьях речки Исфарасай, способствовали возникновению и развитию сельского хозяйства, увеличению числа населения, а также возникновению и развитию разных отраслей ремесла.
Канибадам в прошлом был очень развитым и процветающим городом Средней Азии, известным под названием Канд. Первоначальным документом, где Канибадам упоминается как Канд, является письмо посла Фатуварна, которое было написано приблизительно в 712—713 годах и было адресовано владыке города Согда Диваштаку, когда на Мавераннахр напал Кутайба ибн Муслим, главнокомандующий арабской армии.
Из этого документа можно сделать вывод, что Канибадам существовал и до нападения арабов. Великий путешественник и знаток географии IX века ал-Истахри в своей работе «Ал-Молик ва-л-масолик» упоминает город Канд и утверждает, что он относился к Согдийской области.
Позднее (в конце IX века) известный арабский историк и знаменитый географ Макаддаси (944—990), который путешествовал по Хорасану и Мавераннахру, в своём труде «Ахсан-ул-такосим фи маърифат ал-аколим» даёт сведения о городе Канде и упоминает о том, что по центру этого города проходил ручей.
Краткие сведения о Канде даются в книге географии великого визиря Саманидов — Джайхони. Автор, характеризуя город Ходжент, говорит, что нет равного Ходженту города, кроме Канда. На основании высказывания Джайхони ясно, что Канд относился к Ходжентской области и как самостоятельный город развивался уже в X веке.
Канибадам издревле во всём мире славился своим миндалём. О славе миндаля этого города упоминается в поэтическом наследии Хакима Сузании Самарканди (дата смерти — 1179 год) и в стихах канибадамского поэта XII века Шейха Бобо Табиби Фаргони.
Арабский историк и поэт Якути Хомави (умер в 1229 году) в своей книге «Муджам-ул-булдон» пишет: «Канд из-за обилия миндаля стал известен как Конибодом („город, богатый миндалем“). Здесь миндаль очень вкусный и с хрупкой скорлупой, скорлупу можно сломать пальцами».
Точно такое же сведение о Канибадаме даётся в «Бобурнаме» поэта и государственного деятеля XVI века Зухуриддина Мухаммада Бобура. Отсюда следует, что древний Канд, начиная с XII—XIII веков, получил название Конибодом, и под этим именем он известен до настоящего времени.

## Население
Население по оценке на 1 января 2022 года составляет 54 400 человек.
| Численность населения | Численность населения | Численность населения | Численность населения | Численность населения | Численность населения | Численность населения | Численность населения |
| 1939                  | 2003                  | 2004                  | 2005                  | 2006                  | 2007                  | 2008                  | 2009                  |
| --------------------- | --------------------- | --------------------- | --------------------- | --------------------- | --------------------- | --------------------- | --------------------- |
| 11 801                | ↗46 000               | ↗46 300               | ↗46 700               | ↗47 000               | ↗47 100               | ↗47 500               | ↗47 900               |
| 2019                  | 2020                  | 2021                  | 2022                  |                       |                       |                       |                       |
| ↗52 200               | ↗52 500               | ↗54 300               | ↗54400                |                       |                       |                       |                       |

## Промышленность и производство
В Канибадаме есть хлопкоперерабатывающие заводы и предприятия по обработке сельхозпродуктов, прядильная фабрика и нефтеперерабатывающий завод. В советское время также работали завод по производству автозапчастей и маслозавод. В городе производятся изделия народно-художественных промыслов. Также развито сельское хозяйство.

## Культурно-исторические достопримечательности
В городе имеется драматический театр, музей, технологический техникум, 3 колледжа, педагогическое училище, медицинское училище.
Сохранились 2 медресе: Мир-Раджаб-Додхо (XVI в.) и Оим (XVII в.), Манора Ходжаи Рушнои (XIX в.), мечети, мавзолей Лангари-Бобо.